# فيكتور رودريغيز نونيز
فيكتور رودريغيز نونيز هو صحفي كوبي، ولد في 1955 في هافانا في كوبا.